# Ockrabröstad tyrann
Ockrabröstad tyrann (Nephelomyias ochraceiventris) är en fågel i familjen tyranner inom ordningen tättingar.

## Utseende
Ockrabröstad tyrann är en rätt liten gulorange tyrann. Ovansidan är olivbrun med vita vingband, undersidan varmt gulaktigt orange. Jämfört med liknande stilig tyrann är ockrabröstad tyrann mer bjärt färgad och har längre stjärt.

## Utbredning och systematik
Fågeln förekommer på Andernas östsluttning från östra Peru (Amazonas) till västra Bolivia (La Paz). Den behandlas som monotypisk, det vill säga att den inte delas in i några underarter.

## Levnadssätt
Ockrabröstad tyrann hittas i fuktiga bergsskogar. Där ses par eller smågrupper sitta upprätt eller följa kringvandrande artblandade flockar.

## Status och hot
Arten har ett stort utbredningsområde, men tros minska i antal, dock inte tillräckligt kraftigt för att den ska betraktas som hotad. Internationella naturvårdsunionen IUCN listar arten som livskraftig (LC).